# Najib Mikhael Moussa
Najib Mikhael Moussa OP albo Najeeb Moussa Michaeel (ur. 9 września 1955 w Mosulu) – iracki duchowny chaldejski, od 2019 arcybiskup Mosulu, dominikanin.

## Życiorys
Urodził się 9 września 1955 w Mosulu. 4 października 1981 złożył śluby w zakonie kaznodziejskim.
Święcenia kapłańskie otrzymał 16 maja 1987. Był m.in. archiwistą mosulskiego konwentu zakonnego oraz wykładowcą chaldejskiego seminarium duchownego. 22 grudnia 2018 papież Franciszek zatwierdził jego wybór przez Synod Biskupów Kościoła Chaldejskiego na arcybiskupa Mosulu.